# Perdita biparticeps
Perdita biparticeps är en biart som beskrevs av Cockerell 1896. Perdita biparticeps ingår i släktet Perdita och familjen grävbin. Inga underarter finns listade i Catalogue of Life.